# Идухадай
Идухадай, Идохудай (монг. Идухадай) — монгольский военачальник и нойон-тысячник, один из сподвижников Чингисхана, а позже — его сына Чагатая.
Происхождение неизвестно. Упоминаний о деятельности Идухадая в источниках также не встречается, однако известно, что на курултае 1206 года он вошёл в число девяноста пяти человек, за свои заслуги пожалованных Чингисханом в нойоны-тысячники. Позже, проводя развёрстку войск между своими родственниками, Чингисхан отдал тысячу Идухадая (а также Коко-Цоса, Харачара и Муге) Чагатаю. 